# Alice the Beach Nut
Série Alice Comedies
Alice the Whaler
(1927) Alice in the Big League
(1927)
Pour plus de détails, voir Fiche technique et Distribution.
Alice the Beach Nut est un court métrage d'animation américain muet de la série Alice Comedies sorti en 1927.

## Synopsis
Alice joue sur la plage tandis que Julius est un maître-nageur-sauveteur, qui doit secourir une personne se noyant.

## Fiche technique
- Titre original : Alice the Beach Nut
- Série : Alice Comedies
- Réalisation : Walt Disney
- Animation : Norm Blackburn, Les Clark, Ben Clopton, Friz Freleng, Hugh Harman, Ub Iwerks
- Encrage et peinture : Irene Hamilton, Walker Harman
- Photographie : Mike Marcus
- Production : Walt Disney, Margaret J. Winkler
- Société de production : Disney Brothers Studios
- Société de distribution : FBO pour Margaret J. Winkler (1927)
- Budget : 1 334 $
- Pays :  États-Unis
- Format d'image : noir et blanc - 35 mm - 1,37:1 - muet
- Genre : animation et prises de vues réelles
- Durée : 7 minutes
- Dates de sortie : 8 août 1927[1]

Source : Walt in Wonderland

## Distribution
- Lois Hardwick : Alice

## Commentaires
Produit le 26 mars 1927 (prise de vue réelle) et en avril 1927 (animation), le film a été livré le 30 avril 1927 et présenté en avant-première le 14 juin 1927 à Los Angeles. Le copyright a été déposé le 8 août 1927 par R-C Pictures Corp.